# 錫杖

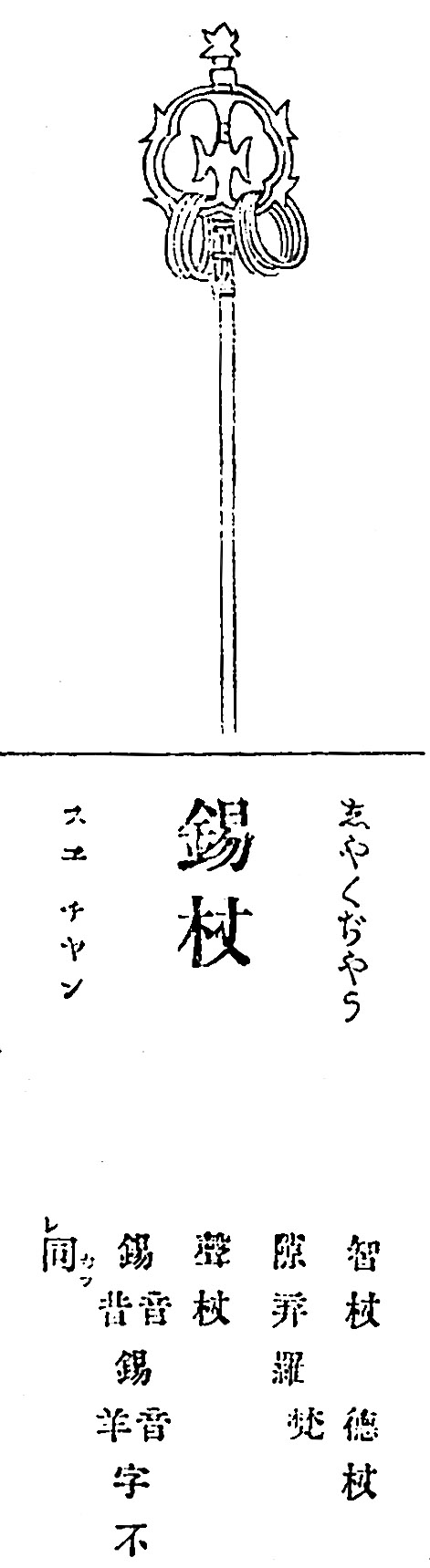
錫杖（和漢三才圖會）

錫杖（खक्खर），音譯為喫棄羅、隙棄羅，又譯為聲杖、鳴杖、有声杖、智杖、德杖、金錫。為佛教出家僧侶所持的一種法器，上面裝飾有金屬環。佛教僧侶化緣時，會在門外搖晃錫杖，以代替叩門；還可以用來作為巡歷步行時驅遣禽獸蟲蟻之用。《得道梯橙錫杖經》載：「汝等皆應受持錫杖，所以者何？過去、現在、未來諸佛皆執持故。」又錫杖「彰顯聖智，故名智杖；行功德本，故曰德杖。如是杖者，聖人之表式，賢士之明記，趣道法之正幢。」為頭陀十八物之一。

## 釋義
梵文  खक्खर () 音譯為“喫棄羅”，是發出声响的意思，因能“錫錫”作响，所以意譯為“錫杖”。
錫杖發出的聲響，可以用來警告，以防止歹徒及野生動物靠近，作防身之用。在僧侶上門乞討時，可搖晃錫杖作響，代替叩門，請施主出門布施食物。
錫杖是出家人所執持的法器。永嘉禪師《證道歌》提到：
|  | 降龍缽，解虎錫，兩鈷金環鳴歷歷， 不是標形虛事持，如來寶杖親蹤跡。 所以，錫杖是如來正法的標誌。 唐朝中葉到五代是禪宗最輝煌的時期，當時著名的「永明延壽禪師」每天由早到晚要做一百零八件佛事，其中的第九十五件就是： 晝夜六時，普為一切法界眾生，受持錫杖。 願振此錫聲，周遍法界，大作佛事， 覺悟一切地獄眾生，離苦解脫。 覺悟一切饑渴眾生，口中悉是甘泉。 覺悟一切蟲獸，悉皆開道回避，皈命解脫。 |

錫杖又名智杖、德杖。佛陀開示：出家人應受持錫杖，因為過去、未來、現在諸佛皆執故。錫杖能彰顯聖智，行功德本，是聖人之標幟，賢士之明記，道法之正幢。
《傳燈錄》記載了一則有關錫杖的典故。唐朝的鄧隱峰禪師有一次遇到官軍與賊人交鋒，雙方打得不可開交，未決勝負。禪師心想：「我當去解除其患。」於是就將手中的錫杖往空中一拋，並飛身於兩軍上空。兩軍看到禪師大顯神通，無不目瞪口呆便各自散去。《讚地藏菩薩偈》云：「手中金錫，振開地獄之門」所以，金色的錫杖更是地藏菩薩救拔受苦眾生的象徵，具有非常殊勝的功德。

## 相关用语
- 當出家僧侶到達寺院借住時，會將自己的錫杖掛在借住寺院的牆上，這稱為掛錫，與掛褡（掛單）同义。
- 驻锡，指僧人将锡杖停驻，比喻头陀僧止住行途，或住在寺院。

## 外部連結
- 《佛光大辭典》【錫杖】 （页面存档备份，存于）